# St. Cosmas und Damian (Bienen)

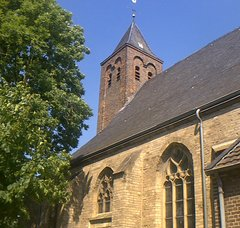
St. Cosmas und Damian

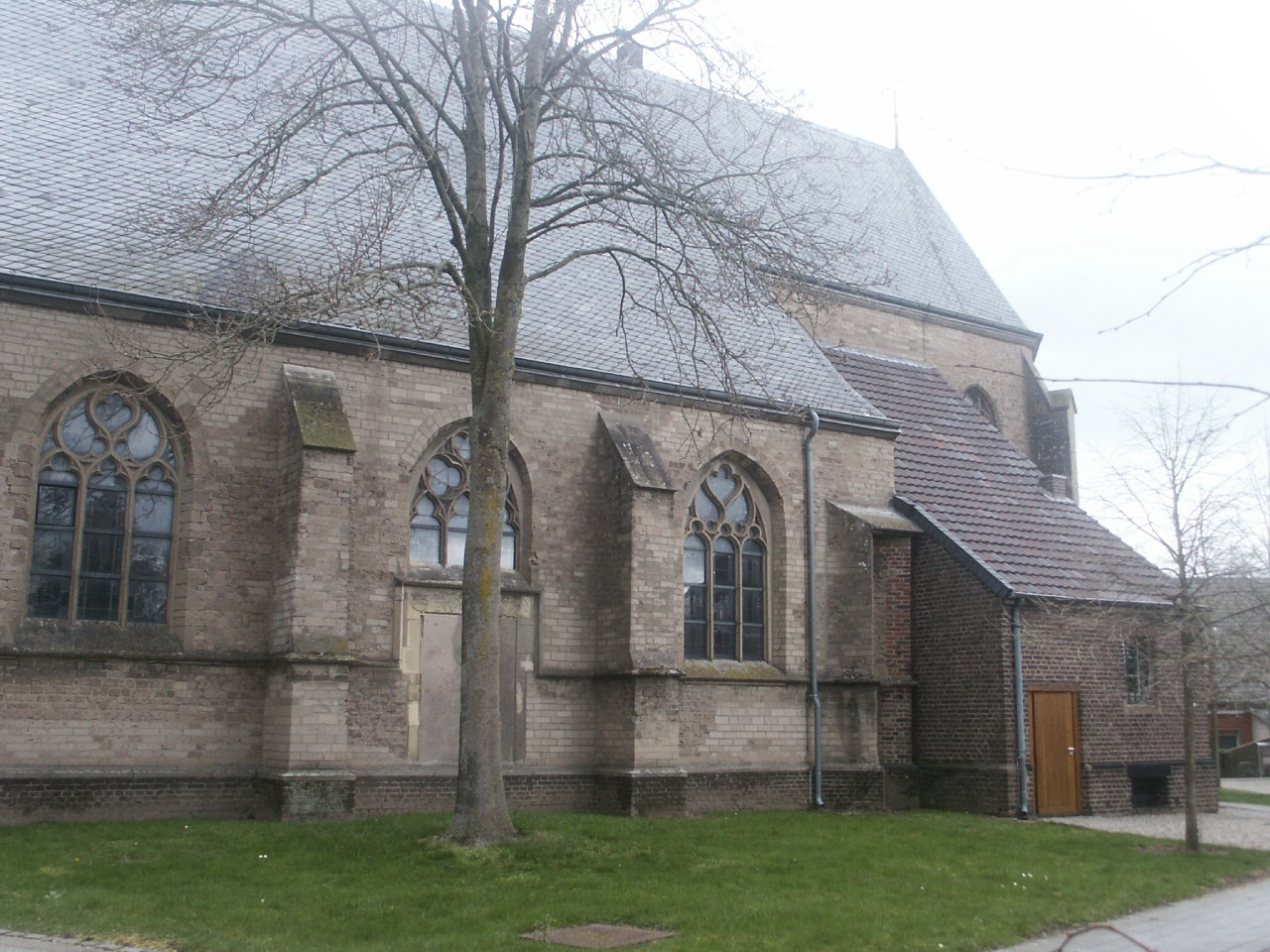
St. Cosmas und Damian

Die katholische Pfarrkirche St. Cosmas und Damian ist ein denkmalgeschütztes Kirchengebäude in Bienen, einem Stadtteil von Rees im Kreis Kleve (Nordrhein-Westfalen). Anfangs war die Kirche dem Heiligen Lambertus geweiht.

## Geschichte und Architektur
Die ehemals dem hl. Lambertus geweihte Kirche wurde erstmals 1298 urkundlich erwähnt. Die dreischiffige Pseudobasilika von drei Jochen entstand in mehreren Bauabschnitten. Der Chor mit 3/8-Schluss ist einjochig. In die Kirche wurden Kreuzrippengewölbe eingezogen. Die Untergeschosse des vorgesetzten dreigeschossigen Westturms aus Tuffstein stammen vom 12. Jahrhundert. Die Aufstockung aus Backstein ist spätgotisch. An der Westseite des Turmes wurde 1857 eine Verstärkung in Backstein angefügt. Der Sturz des Portals im nördlichen Seitenschiff ist mit 1514 bezeichnet.

## Ausstattung
- Ein achtseitiges Becken eines spätgotischen Taufsteins aus Sandstein
- Drei niederrheinische Holzskulpturen, bei denen die Fassung entfernt wurde, sind dunkel gebeizt. Die Muttergottes und die Hl. Apolonia sind vom Ende des 15. Jahrhunderts, der Hl. Rochus vom Anfang des 16. Jahrhunderts

## Fenster
- Die Fenster wurden 1990/91 vom Glaskünstler Joachim Klos geschaffen.